# 慧門
慧門 (ヘムン、朝鮮語: 혜문、Hae Moon、1973年 - ) は、大韓民国の仏教僧。

## 経歴・人物
1998年、大韓仏教曹渓宗奉先寺で出家。海雲精寺金毛禅院で修禅・安居の後、奉先寺の末寺である白雲山興龍寺で住職を務めた。現在奉先寺に在籍。
2005年より、朝鮮半島から流出した文化財の返還問題に取り組む民間団体「文化財チェジャリチャッキ」代表を務める。2005年-2006年、朝鮮王朝実録還収委員会幹事、2006年-2010年、朝鮮王室儀軌還収委員会事務所長を歴任した。
対馬仏像盗難事件について、2013年11月25日、盗まれた海神神社の銅造如来立像（重要文化財）の日本への即時返還を韓国政府に求める行政審判を提起。「不法に奪われた文化財はあるべき場所に戻すべきだというのが我々の立場だ」「日本に渡って長い年月がたち、日本の文化財として登録されている。実行犯の判決も確定し、盗難品であるのは明らかだ」と述べた。2014年8月12日には、「私たちの文化財だったからといって、盗むのは文化財探しではなく、単なる非文明的な行動だ」「略奪文化財返還運動をしている私が前面に出て、対馬の仏像を返そうと言うのだから日本の右翼たちは面食らっている」等と述べた。
同年8月、「文化財チェジャリチャッキ」は、東京国立博物館所蔵の小倉コレクションのうち朝鮮王室関連品・金冠塚出土品・昌寧郡出土品など34点について、日本統治時代に盗掘されたと推定され、盗難品の受贈を禁じる国際博物館会議（ICOM）規約に反しているとして、所蔵を取りやめるよう国立文化財機構に求める調停を東京簡易裁判所に申請した。同年11月5日、東京簡裁は「文化財チェジャリチャッキ」が当該文化財の所有者でないことを理由に申請を却下した。これを受けて慧門は、「ICOM規約は、盗掘または盗難の疑いがある文化財の所蔵について博物館側が積極的に解明する義務を課しているが、東京国立博物館はその義務を履行していない」「ICOMに問題を提起する予定で、日本の裁判所への提訴も検討する」と述べるとともに、韓国政府に対し、日本の外務省に小倉コレクション問題を提起し新たな妥結策を模索することを求めた。
2014年8月、東京朝鮮人強制連行真相調査団結成10周年を記念して 「民族文化財を探し求めて」を執筆。影書房（松本昌次代表）から日本語版を出版し、出版記念パーティでは田中宏一橋大学名誉教授、西澤清日教組元副委員長らが祝辞を述べた。
2015年4月14日、フランス・パリの国際博物館会議を訪問し、東京国立博物館が所蔵する韓国文化財の一部が不法に収拾されたものであり、韓国に返還される必要があるとの申し立てを行った。申し立てを受け付けた国際博物館会議は「われわれには不法かどうかを判断する権限はない」とした上で、「日本を訪問し、これを伝達して仲裁の役割をする」と述べた。また、小倉武之助は「任那日本府」説など朝鮮半島の古代史を歪曲（わいきょく）する目的で日本植民地時代に文化財を収集したとした上で、「歪曲された古代史を正すためにも、これからは韓国政府が直接日本政府に対し、公式に返還を要求しなければならない」も主張した。

## 著書
- 慧門著、李素玲訳『儀軌―取り戻した朝鮮の宝物―』東国大学校出版部、2011年、ISBN 9788978013338
- 慧門著、李一満訳『民族文化財を探し求めて―朝鮮の魂の回復』影書房、2014年、ISBN 9784877144494
- 慧門著『奪われた文化財を語る』
- 慧門著『How are you? 李舜臣』